# Агаева, Тунзаля Габиль кызы
Тунзаля Габиль кызы Агаева (азерб. Tünzalə Qabil qızı Ağayeva) — известная азербайджанская певица, композитор, Народный артист Азербайджана (2019), Заслуженный артист Азербайджана (2006).

## Биография
Родилась в городе Товуз. Окончила музыкальную школу им. Г. Гусейнли в г. Гяндже. После окончания музыкальной школы несколько лет работала в качестве учителя музыки в Товузе. В 2001 году стала победителем конкурса молодых исполнителей «Бакинская Осень». С этого же времени занимается исполнением песен и их сочинением. При этом, сочиняет песни не только для себя, но и для других певиц азербайджанской эстрады, таких, как Самира, Айгюн Кязимова. В 2002 году стала лауреатом международного конкурса «Тюрксой». В 2003 году взяла Гран-при Международного конкурса современной эстрадной песни «Ялта 2003».
Принимала участие во многих международных музыкальных фестивалях, в том числе в Чехии в 2006 и 2007 на международном фестивале современной музыки «Barevna Planet». Рассматривает предложения о сотрудничестве с западными музыкальными лейблами по выпуску очередного альбома, кроме того подписала договор с американской звукозаписывающей компанией «Mr. Records», которая намерена представлять творчество певицы во многих странах Запада,
В 2006 году получила звание Заслуженного артиста. Она является самым молодым исполнителем, удостоенным такого звания в Азербайджане. В 2010 году признана самой патриотичной певицей Азербайджана. В 2013 году удостоена Каспийской премии искусства.
Работает с продюсером Ялчином Джаббаровым, клипмейкером Ульвией Кёнуль.
По приглашению канала, начала вести вечернее музыкальное шоу "Bir səsin cazibəsi" ("Очарование одного голоса") на турецком телеканале TRT Müzik, которое будет выходить в эфир с 2014г. по субботам.